# Lacunosus
Lacunosus è una delle nove varietà riconosciute dall'Organizzazione meteorologica mondiale riscontrabili nelle nubi appartenenti ai generi Cirrocumulus, Altocumulus e – molto raramente – agli Stratocumulus.

## Caratteristiche
La varietà lacunosus è caratterizzata da nubi disposte a strati o a chiazze che presentano una distribuzione abbastanza regolare di "buchi" o spazi vuoti arrotondati, con bordi per lo più sfilacciati o sfrangiati. La componente nuvolosa e gli interstizi aperti solitamente sono disposti in modo da avere l'aspetto di una "rete" o a un nido d'ape. I particolari di queste nubi si modificano piuttosto rapidamente quando il genere di appartenenza della nube è Altocumulus o Stratocumulus.
Il termine deriva dall'analoga parola latina il cui significato è "lacunoso, che presenta una lacuna".

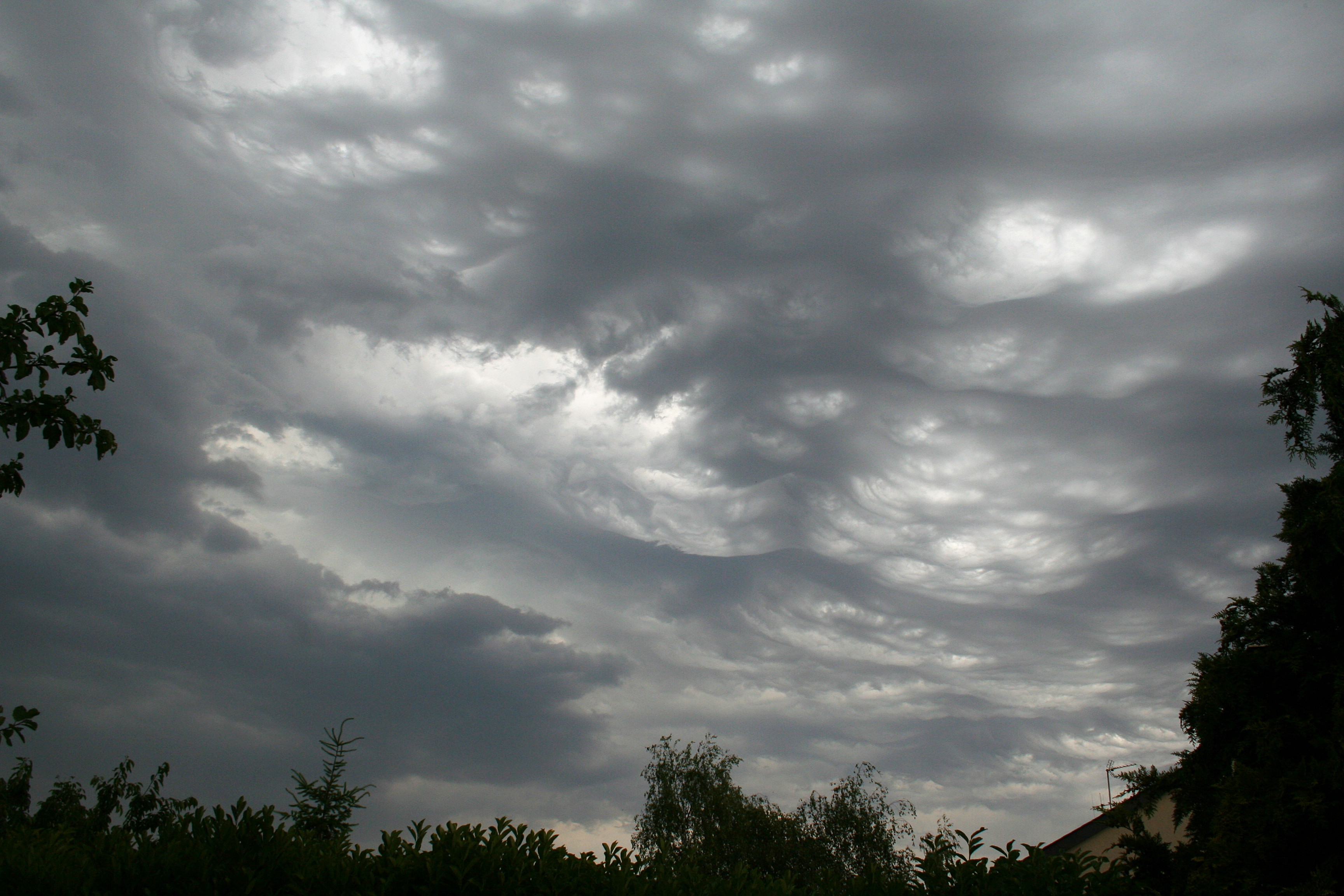
Stratocumulus lacunosus
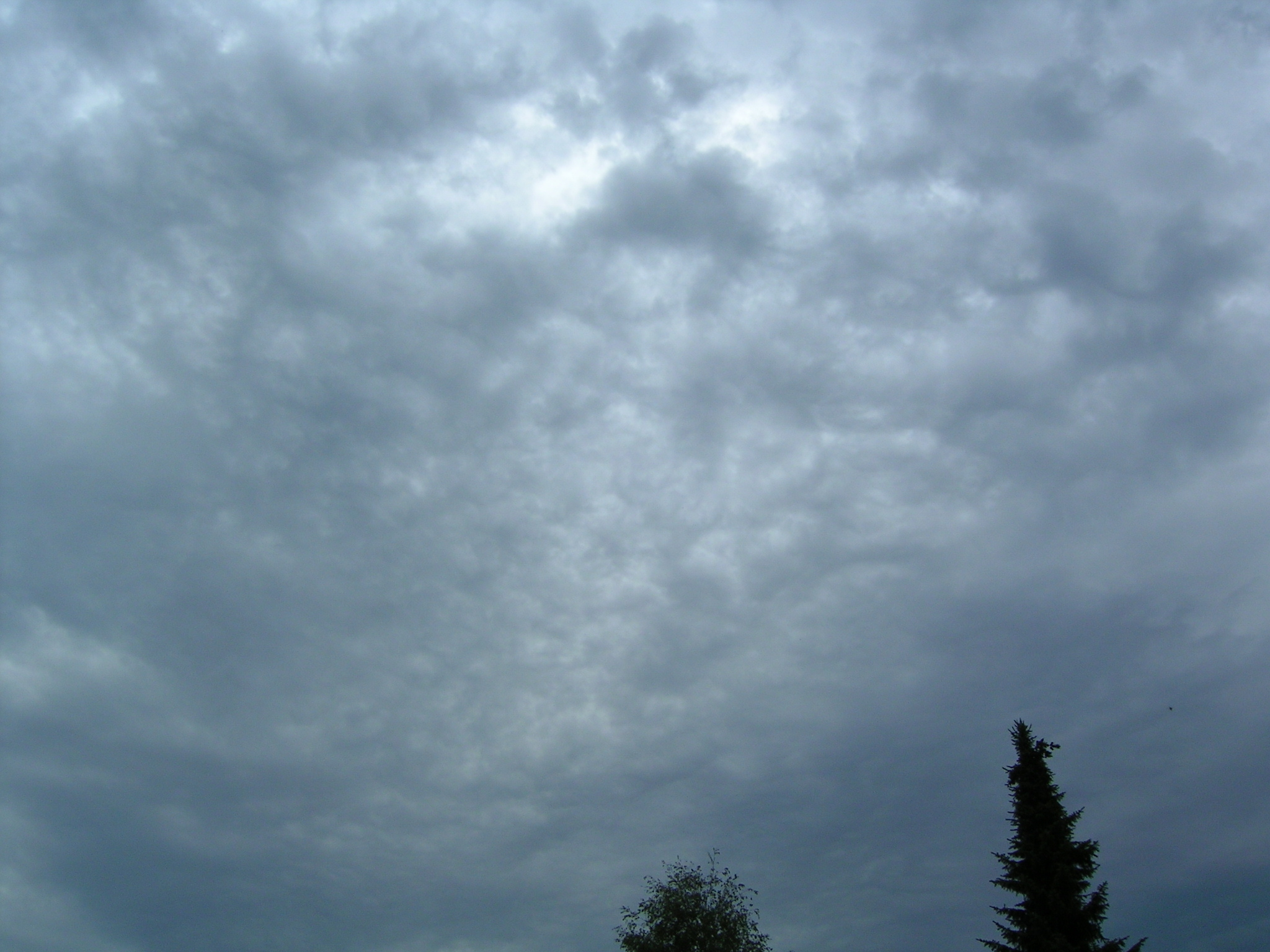
Altocumulus lacunosus
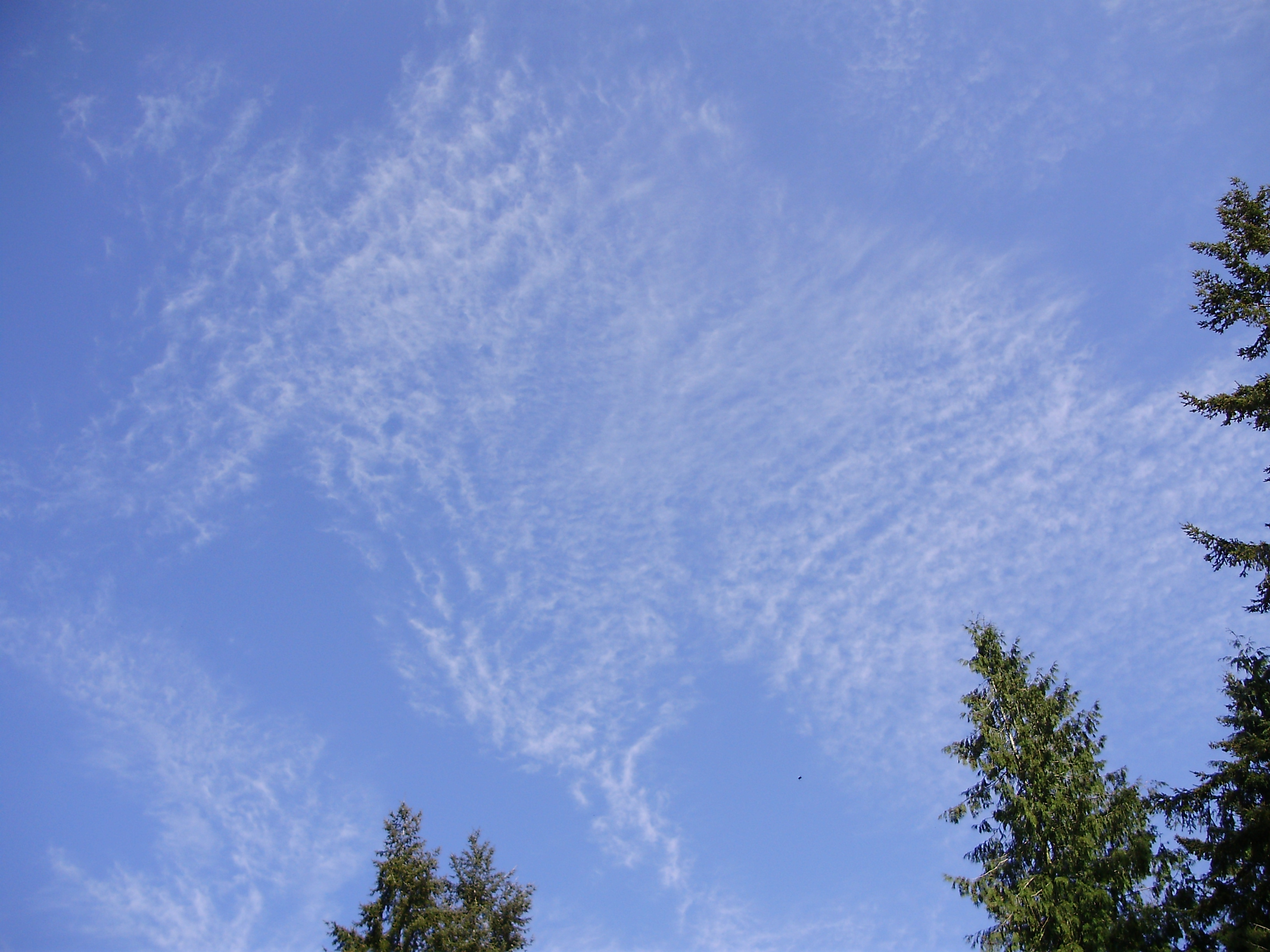
Cirrocumulus lacunosus